# 依蝇狮
依蝇狮（学名：Marpissa inermis）为跳蛛科蝇狮属的动物。在中国大陆，分布于香港等地。